# تل النصبة

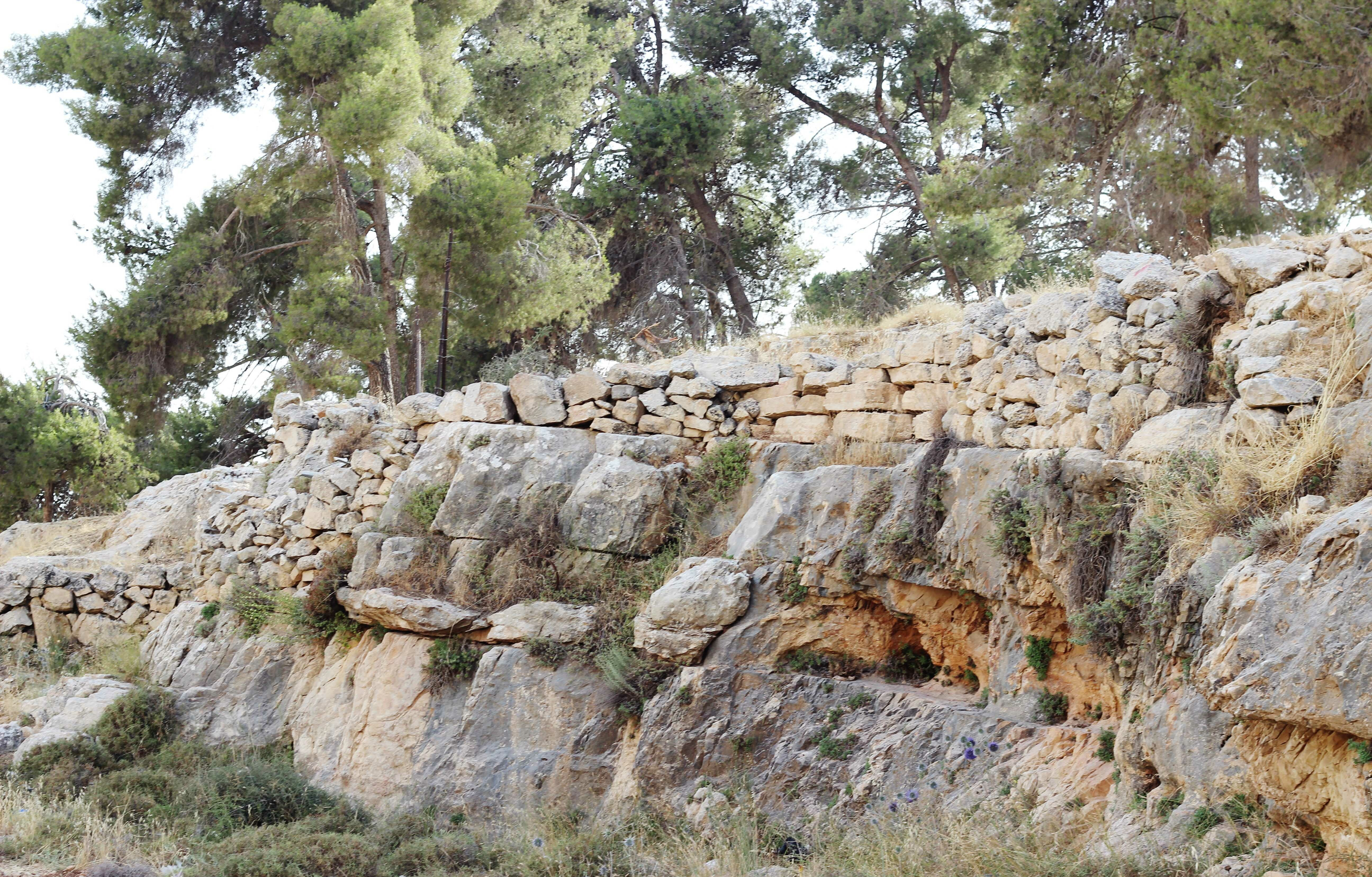
تل النصبة.

تل النصبة يقع في الطرف الغربي لمدينة البيرة وتكمن أهمية المَعلم في كونه مدينة كنعانية. ويقع المعلم فوق هضبة منخفضة بمساحة تزيد عن 32 دونماً، وترتفع 800 متراً فوق سطح البحر، وهذه الهضبة تُعتبر حقلا واسعا يصلح للزراعة.

## تاريخ الحفريات
حدد ا. روبتسون عام 1890 هوية المعلم باسمه الكنعاني «مزبا» ومن ثم ورد ذكره من قبل س.ر كوندر في كتابه (مسح فلسطين الغربية) عام 1898 . وقامت كلية الأديان في جامعة بيركلي بعدة مواسم من أجل الحفريات في هذا الموقع خلال الأعوام 1926 , 1927 , 1932 , 1935 تحت اشراف و.ف بليد 

## تاريخ المعلم
تعاني التلة من انجراف حاد، شأنه شأن المعالم الأخرى القائمة فوق جبال المدينة، مما يجعل من دراسة طبقات الأرض للاثار المتراكم على مر العصور أمر في غاية الصعوبة إذا لم يكن هذا الأمر مستحيل في بعض المناطق، وبالرغم من ذلك ظهرت الحفريات والاعتبارات الرمزية فترات استيطانية عديدة في المعلم.

## العصر الحجري النحاسي
هناك بعض الموجودات التي تمثل العصر الحجري النحاسي، والتي تمثل الحضارة الغسولية (نسبة إلى وادي غسول).

## العصر البرونزي
اما بالنسبة للعصر البرونزي لا يوجد هناك اثار معمارية لهذا العصر، وربما لان المستوطنة كان تتالف من خيام واكواخ لم يبقَ لها اثر، وقد اكتشف قرابة عشرين كهفا في منحدرات «تل النصبة» استخدم بعض منها كمدافن واستخدم البعض الآخر كمساكن حولت فيما بعد إلى مقابر.

## العصر الحديدي
تم هجر المعلم لفترة طويلة امتدت حتى عام 1100 قبل الميلاد، عندما اعيد استيطانه وظل على ذلك الحال حتى القرن الرابع قبل الميلاد، وتتألف اثار استيطان العصر الحديدي المبكر من قبل عدة منازل وقطاع لسور مدينة يعلوه برجان، وتقتصر الآثار المعمارية للعصر الحديدي على سور المدينة الذي لم يكن مشيداً بخط متواصل، ويبلغ طول السور حوالي 660 متراً ويضم تسعة أو عشرة أبراج مدعومة بمنحدر خفيف وبجدران استنادية، وان السور مشيد بحجارة خام مثبتة مع بعضها بالطين والحصى، ويتراوح ارتفاع السور من الخارج 12 إلى 14 متر، ومن الداخل يبلغ ارتفاع السور إلى 8 إلى 10 امتار وتعد بوابات المدينة من أفضل بوابات فلسطين التي لا تزال تحتفظ بطابعها الأصلي، ولا يعرف كيف سقفت، وتتقدم البوابة من الخارج ساحة مكشوفة (8*9 متر) يقابلها ساحة أخرى داخل السور، وكانت المنازل مشيدة بصورة رديئة بالعادة، في حين يعكس بعضها نوعية بناء أفضل تتمثل في استخدام الأعمدة لدعم سقف البيت، وتتألف بعض هذه المنازل من طابقين كما يتبين من الاعمدو والادراج القوية الموجودة.

## الفترة الفارسية
وفقاً لبعض العلماء، فإنه قد تم الاستقرار في تل النصبة بدءاً من العام 587 قبل الميلاد، وحتى العام الرابع قبل الميلاد، إلا أن الآثار الفارسية فيها بالغة الندرة (فقط بعض الغرف الموجودة فوق سور المدينة، إذافة إلى سور أقل عرضاً، بُني فوق السور القديم، وبعض الفخاريات الفارسية).

## الفترة الإغريقية والرومانية والبيزنطية
تم العثور على بعض القطع المصنوعة من الفخار وقطع معدينة على أرض معلم تل النصبة يستدل منها وجود هذه الفترات (الاغريقية والرومانية والبيزنطية), كما يستدل من القطع الفخارية والمعدنية التي تم العثور عليها في القبور.

## الفترة الإسلامية - الأموية
يعتقد أن تل النصبة قد سكن حتى بداية العصر الأموي فقد وجدت العديد النقود الأموية والأسرجة.
وقد قام الصهياينة بالعديد من الحفريات في الموقع في اعتقاد منهم أنه يمكن العثور على آثار وموجودات تربطهم بفلسطين
وبالتالي تأكيد أحقيتهم بفلسطين.
ولهذا نظموا العديد من الحفريات في الموقع في السبعينيات والثمانينيات ولكن لم يجدوا شيئاً (الفترة البرونزية والحديدية).

## روابط خارجية
موقع بلدية البيرة على الإنترنت
 موقع مكبتة بلدية البيرة